# 国民革命军第十八集团军第120师
第120師屬於國民革命軍第十八集團軍，1937年8月25日由中国工农红军第二方面军改編而成，下轄第358旅、第359旅、教導團，初期師長為賀龍，副師長蕭克，政訓處主任關嚮應，副主任甘泗淇，參謀長周士第。组建了晋西北军区（后改为晋绥军区）。1940年參加百团大战。1942年，与八路军陕甘宁留守兵团等部合组陕甘宁晋绥联防军。后发展为中国人民解放军第一野战军暨西北军区。

## 历史
1937年9月2日，一二〇师在陕西省富平县庄里镇举行抗日誓师大会。除三五九旅七一八团和师直属五个营留在陕北担任保卫河防任务外，其余主力八千余人在贺龙、关向应率领下，于9月3日出发，13日在韩城县芝川镇东渡黄河，17日进抵榆次地区。9月23日，一二〇师奉命从榆次开赴管涔山地区。28日师部率三五八旅进到神池地区集结，在宁武、神池、朔县一带阻击日军，三五九旅开赴五台山、平山地区。9月29日一二〇师命令三五八旅七一六团副团长宋时轮，率领该团第二营组成宋支队（宋时轮支队、雁北支队），开赴雁北大同地区开展敌后游击战争。
1937年10月11日，根据中共中央命令，八路军恢复政治委员制度。关向应为一二〇师政委。甘泗淇为师政治部主任。李井泉为三五八旅政委，王震为三五九旅政委。
1938年1月5日一二〇师开始为期一个月的整训、扩编。组建714团、718团、719团等部。 
1938年3月收复晋西北七县城战役，历时二十多天，歼敌一千五百余人，缴山炮一门，汽车十四辆，步机枪二百余支，收复岢岚五寨、神池、河曲、偏关、保德、宁武七个县城，把日军追到朔县、大同附近，初步奠定了晋西北抗日根据地的基础。
1938年7月29日，根据中央军委和毛泽东指示，一二〇师决定派三五八旅七一五团、师骑兵营一连及动委会游击第四支队，共二千余人组成一二〇师大青山支队，8月1日从五寨出发挺进大青山。大青山支队司令员李井泉、参谋长姚喆、政治部主任彭德大，七一五团团长王尚荣，政委朱辉照，参谋长李文清。一营营长傅传作、副营长邹风山、二营营长唐金龙、三营营长陈刚。动委会四支队长刘墉如，副支队长黄镇（不久牺牲，王贤光接任），政委宁德青，政治部主任曹振之。主力入归（绥）武（川）陶（林）集（宁）之间地区，另以一个营活动于平绥路南，以保大青山与雁北地区之联络。
1938年11月下旬，一二〇师三五八旅、三五九旅配合晋察冀部队粉碎日军二十五路围攻，歼敌三千余人。战役结束后，三五九旅仍坚持恒山地区，三五八旅返回晋西北静乐、岚县一带地区。根据中央六届六中全会精神，中央军委决定由贺龙、关向应率领一二〇师主力挺进冀中，执行三项任务；一、巩固冀中抗日根据地；二、帮助冀中三纵队；三、壮大自己力量。
1939年4月中旬，一二〇师七一五团与冀中军区第四支队合并，编为独一旅，旅长高士一，副旅长王尚荣；七一六团与冀中军区第五支队合编为独二旅，旅长魏大光，政委廖汉生。并组成了一二〇师独立第四、第五、第六支队。
1939年8月7日，中央军委电示八路军总部和一二〇师：为粉碎国民党的反共阴谋，保卫陕甘宁边区和加强河防，准备应付突然事变，我之戒备兵力有必要的调动。除命令三五九旅开赴绥德、米脂、佳县、吴堡、清涧地区，巩固绥德警备区外，一二〇师在冀中各部队移至恒山地区三五九旅位置，并视情况再移至晋西北地区，以利指挥。8月8日，贺龙令三五九旅立即开赴绥德警备区，留徐景贤一部与刘苏的察绥游击队组成雁北支队，坚持恒山地区斗争。9月1日，一二〇师独立第一旅、第二旅和第一支队组成第一梯队，由张宗逊、张平化率领，进到行唐西北口头镇回师晋西北。9月10日，独二旅改为三五八旅，张宗逊任旅长，张平化任政委。这时，两个三五八旅并存，一称张八旅，一称彭八旅。9月19日，贺龙率师直七一六团从博野出发赴晋西北。一二〇师在冀中八个月共作战一百一十六次，歼日军四千九百余人，由到达时冀中时的六千三百人扩大为二万一千人，同时帮助整训了八路军第三纵队，巩固了冀中抗日根据地。

## 358旅
358旅旅长卢冬生、副旅长李井泉、参谋长姚喆；
- 714团：1938年1月宁武地区的忻崞独立团改编。
- 715团团长王尚荣、副团长顿星云
- 716团团长宋时轮、副团长贺炳炎、政训处主任刘道生。后廖漢生为团政治委员、曾来古（曾征）为团参谋长、伍晋南任团政训处主任。为进军雁北地区（晋西北），1937年9月底第一二0师组建“宋时轮支队”，宋时轮为支队司令员，伍晋南为支队政治部主任。该支队900余人，以第七一六团第二营（陕北红二十八军）为骨干组成。1938年1月汾阳孝义地区组成的三泉游击队改编为七一六团新的第二营。

现为中国人民解放军陆军合成第一旅。

## 359旅
359旅旅长陈伯钧、副旅长王震、参谋长唐子奇；
- 717团团长刘转连、副团长晏福生、参谋长欧阳家祥；
- 718团团长文年生、副团长帅荣。留守陕北。1938年1月平山、井陉地区的工作团所组成的平山独立团，改编为七一八团
- 719团：1938年1月崞县新兵团改编。

现为中国人民解放军陆军合成第一三九旅。

## 教导团
团长彭绍辉、政委刘型